# Post-nominal letters
Post-nominal letters (post-nominální písmena či post-nominální tituly) jsou písmena, která jsou umísťována za jméno osoby tak, aby se dalo poznat, že tato osoba má nějakou pozici, titul, akreditaci, či jiné. Každý člověk může používat několik různých post-nominal letters. Jejich pořadí závisí na pořadí jejich důležitosti. Post-nominal letters jsou jedním z hlavních typů jmenných přípon. Post-nominal letters se používají hlavně v zemích Spojeného království a v zemích Společenského království.
Příklady užití postnominalních písmen:
- Knight Commander Řádu britského impéria může používat Post-nominal letters KBE.
- Člen American Institute of Architects může používat Post-nominal letters FAIA.
- Doktor může používat Post-nominal letters PhD (nebo DPhil).
- Absolventi univerzit si mohou přidat postnominalní písmena univerzit na kterých studovali. Například absolvent Open University může použít písmena (Open), absolvent University of Cambridge Cantab. a absolvent University of Oxford Oxon.; všechny jsou většinou používány za titulem, který osoba na univerzitě dosáhla - např.: John Smith BA (Cantab), nebo Peter Pan BSc (Open).